# Asellidae
Los asélidos (Asellidae) es una familia de crustáceos isópodos, una de las más grandes de isópodos de agua dulce. Viven en hábitats epigeos e hipogeos en América del Norte y Europa.

## Taxonomía
La familia incluye los siguientes géneros:
- Asellus Geoffroy, 1762
- Baicalasellus Stammer, 1932
- Bragasellus Henry & Magniez, 1968
- Caecidotea Packard, 1871
- Calasellus Bowman, 1981
- Chthonasellus Argano & Messana, 1991
- Columbasellus Lewis, Martin & Wetzer, 2003
- Gallasellus
- Lirceolus Bowman & Longley, 1976
- Lirceus Rafinesque-Schmaltz, 1820
- Mancasellus Harger, 1876
- Nipponasellus Matsumoto, 1962
- Phreatoasellus Matsumoto, 1962
- Phreatosasellus Matsomoto, 1962
- Proasellus Dudich, 1925
- Psammasellus Braga, 1968
- Remasellus Bowman & Sket, 1985
- Salmasellus Bowman, 1975
- Sibirasellus Henry & Magniez, 1993
- Stygasellus Chappuis, 1943
- Synasellus Braga, 1944
- Uenasellus Matsumoto, 1962